# Железная дорога Кола — Никель
Железная дорога Кола — Никель — 206-километровая железная дорога в Мурманской области России, связывающая город Мурманск и посёлок городского типа Никель. Включает 11 железнодорожных станций. Основное назначение — вывоз из Никеля никеля (металла). Ранее использовалась и для пассажирских перевозок, по ней курсировал поезд Мурманск-Никель. В настоящее время пассажирских перевозок по дороге нет. Была закончена в 1968 году (с 1961 существовала дорога до Печенги). Не электрифицирована. Существовали совместные с норвежцами планы продления дороги до порта Киркенес.